# Писманик, Матвей Григорьевич
Матве́й Григо́рьевич Писма́ник (14 июня 1930, Витебск, Белорусская ССР, СССР — 24 октября 2024, Пермь) — советский и российский религиовед, специалист по социологии и психологии религии. Доктор философских наук, профессор. Председатель Экспертного совета по религиозным вопросам Администрации Пермской области. Один из авторов «Атеистического словаря».

## Биография
Родился 14 июня 1930 года в Витебске, Белорусская ССР. Сын дивизионного комиссара Григория Ефимовича Писманика (1899—1938), репрессированного по обвинению в «военном заговоре» и реабилитированного в 1955 году.
В 1953 году окончил юридический факультет Молотовского государственного университета имени А. М. Горького. Работал юрисконсультом в областном управлении сельского хозяйства, а также преподавал философию, научный атеизм и этику в пермских высших учебных заведениях. В это же время, по собственному признанию, «объехал почти всё Прикамье с лекциями на атеистические и нравственные темы. Часто выезжал и в другие регионы огромной страны».
В 1954—1961 годах — преподаватель философии и научного атеизма в Молотовском (Пермском) университете .
В 1964 году окончил аспирантуру философского факультета МГУ им. М. В. Ломоносова. Вместе с М. Г. Писмаником в аспирантуре учились А. А. Гусейнов, З. А. Тажуризина, В. В. Конев, Ю. М. Павлов, В. С. Глаголев и Н. С. Капустин. Матвей Григорьевич по этому поводу отмечает: «С глубокой признательностью вспоминаю частые дискуссии о религии и морали с „однокашниками“ по аспирантуре, ставшими ведущими учёными».
В 1964 году в МГУ им. М. В. Ломоносова под руководством С. Ф. Анисимова защитил диссертацию на соискание учёной степени кандидата философских наук по теме «Религия и женщина». Касательно темы диссертации, Матвей Григорьевич отмечает: «Имея серьёзные наработки по проблемам религиозной морали, я просил утвердить их темой кандидатской диссертации. Но на заседании кафедры её заведующий профессор И. Д. Панцхава настоял на теме „Религия и женщина“», а также «Вхождению в религиоведение способствовали многочисленные (в ходе работы над диссертацией) наблюдения богослужений, встречи и беседы с духовенством и верующими, а также участие во впервые организованной кафедрой летом 1964 г. полевой экспедиции в Казахстане по изучению современного сектантства. В том же году завершил учёбу в аспирантуре досрочной защитой кандидатской диссертации».
После аспирантуры вернулся в Пермь, где долгое время проводил занятия по философии, религиоведению, социологии и этике.
В 1964—1981 годах — старший преподаватель, доцент, профессор кафедры философии Пермского государственного политехнического института .
В 1977 году в МГУ им. М. В. Ломоносова защитил диссертацию на соискание учёной степени доктора философских наук по теме «Преодоление индивидуальной религиозности в развитом социалистическом обществе» .
В 1981—1983 годах — профессор кафедры философии Карлова университета (Прага, ЧССР) («по командировке Министерства высшего образования»).
С 1983 года — профессор кафедры философии и религиоведения гуманитарного факультета Пермского государственного технического университета.
С 2010 года — профессор кафедры культурологии факультета культурологии Пермского государственного института искусства и культуры.
Супруга — Любовь Исааковна, врач; дети: Людмила Геллер (род. 1958) и Илья Писманик (1966—2009), юристы.
Скончался 24 октября 2024 года в Перми в возрасте 94 лет.

## Научная деятельность
По собственному признанию, М. Г. Писманик считает, что «Основные научные интересы у меня обращены к проблемам философии, социологии и психологии религии; к вопросам методологии научного исследования; к проблемам этики и культурологии.». По поводу научных достижений говорит, что «некоторые полезные результаты мною получены в разработке метатеории религиоведения, обогащении его парадигм и обновлении понятийного аппарата; прояснении специфики религиозной морали и обосновании статуса, парадигмы и категориального аппарата этики ненасилия как нового направления в науке; теоретико-методологическом обосновании диалога и сотрудничества между отечественными светскими учёными и теологами по актуальным проблемам преодоления духовного кризиса в постсоветском обществе; теоретико-методологическом обосновании насущных проблем становления отечественной светской школы».
Начиная с 1963 года Матвеем Григорьевичем проводятся крупные социологические исследования на территории Пермского края. Тематикой этих мероприятий является «анализ динамики и прогноз религиозных процессов в регионе; изучение эволюции и социальной адаптации „новых религий“; насущные проблемы государственно-конфессиональных отношений; процессы становления светской школы; вопросы внедрения установок толерантности в Пермском регионе».

### Научные конференции
М. Г. Писманик принимал участие во II Российской научно-практической конференции «Религия в изменяющейся России» (Пермь, 11-12 мая 2004 г.) проходившей под эгидой Пермского государственного технического университета (гуманитарный факультет, кафедра философии и религиоведения); Института философии РАН; Пермского научного центра РАН; Российской академии государственной службы при Президенте РФ (кафедра религиоведения); Российского объединения исследователей религии .
М. Г. Писманик принимал участие во Всероссийской научной конференции «Светско-религиозное взаимодействие в изменяющейся России» проходившей 6—7 октября 2004 года в Белгородском государственном университете под эгидой Федерального агентства по образованию, Белгородского государственного университета, Российского объединения исследователей религии, Российского общества социологов, где выступил с докладом «О сотрудничестве религиоведов и теологов в исследовании религии».
М. Г. Писманик принимал участие в III Всероссийском социологическом конгрессе «Глобализация и социальные изменения в современной России», который проходил 3 — 5 октября 2006 г. на базе социологического факультета МГУ им. М. В. Ломоносова, где выступил с докладом на тему «Верующие Пермского края».
М. Г. Писманик принимал участие в конференции устроенной Российской академией государственной службы (РАГС) при Президенте Российской Федерации (Кафедра государственно-конфессиональных отношений), Центром изучения религии Российского государственного гуманитарного университета, Фондом христианских предпринимателей, Международным центром изучения права и религии (США), где выступил с докладом на тему «Актуальные проблемы и перспективы отечественного религиоведения».
Под научным руководством М. Г. Писманика подготовлены и защищены 14 кандидатских и одна докторская диссертация.

## Общественная деятельность
- Депутат Ленинского районного совета г. Перми семи созывов (1969—1987 годы);[1]
- Научный руководитель Пермского Центра религиоведческих и социальных исследований;[1]
- Председатель Экспертного совета по религиозным вопросам Администрации Пермской области;[1]
- Действительный член Академии гуманитарных наук;[1]
- Председатель Пермского областного отделения Российского Объединения исследователей религии.[1]
- Член Российского философского общества[12]

## Научные труды
Всего — 202 научных публикаций, в том числе 5 монографий, 7 учебников и учебных пособий по религиоведению, 15 брошюр, более 170 научных статей.

### Монографии
- Писманик М. Г. Личность и религия: научное издание / М. Г. Писманик; Отв. ред. доктор философских наук профессор Д. М. Угринович ; Академия наук СССР. — М. : Наука, 1976. — 152 с. — (Научно-атеистическая серия).
- Писманик М. Г. Isiksus ya religion. — Tallin: Eesti raamot, 1979.
- Писманик М. Г. Индивидуальная религиозность и её преодоление. — М.: Мысль, 1984. — 205 с.
- Писманик М. Г. Диалог о вере. — Пермь: Пермское книжное издательство, 1989. — 222 с. ISBN 5-7625-0094-2
- Писманик М. Г. Религия в истории и культуре : [Пособие / М. Г. Писманик и др.]. — Пермь : Кн. мир, Б. г. (1995). — 302 с.
- Писманик М. Г. Религия в истории и культуре: федеральный учебник для вузов. — М.: ЮНИТИ, 2000 (отв. ред. и автор 20 статей).
  - Писманик М. Г. Религия в истории и культуре = Religion in history and culture : Учеб. для студентов вузов / [М. Г. Писманик, Р. Г. Балтанов, Г. Р. Балтанова и др.]; Под ред. М. Г. Писманика. — 2. изд., перераб. и доп. — М.: ЮНИТИ, 2000. — 591 с. : ил.; ISBN 5-238-00199-1
- Писманик М. Г. Религиоведение: учебное пособие для студентов высших учебных заведений, обучающихся по направлению подготовки ВПО 031800 «Религиоведение» : учебное пособие для студентов высших учебных заведений, обучающихся по направлению 031800 «Религиоведение» и социально-гуманитарным специальностям. — М.: ЮНИТИ, 2009. — 279 с. (Серия «Cogito ergo sum», гриф УМО).
- Писманик М. Г. Религия в культуре и гражданском единении. — Пермь: ПГИК, 2019. — 444 с.
- Религия в изменяющейся России : сообщ. и тез. II Рос. науч.-практ. конф., (11-12 мая 2004 г.) / [редкол.: М. Г. Писманик (отв. ред.) и др.]. — Пермь : РИО Перм. гос. техн. ун-та, 2004-____ (Отдел электронных издательских систем ОЦНИТ Перм. гос. техн. ун-та).
- Идея ненасилия в XXI веке: сб. науч. докл. : к междунар. симпозиуму-диалогу светских и религиозных ученых «Идея ненасилия и её пределы» (Пермь, 24 — 25 мая 2006 г.) / [редкол.: М. Г. Писманик и др.]. — Пермь : Пермский гос. технический ун-т, 2006 (Пермь : Перм. гос. техн. ун-т). — 339 с.
- Лекции по религиоведению : учеб. пособие / М. Г. Писманик ; М-во образования и науки Российской Федерации, Федеральное агентство по образованию, Пермский гос. технический ун-т. — Пермь : Пермский гос. технический ун-т, 2006. — 245 с.
- Писманик М. Г. Социология о социальных процессах российского общества. — Пермь: ПГТУ, 2007
- Духовность, достоинство и свобода человека в современной России: философско-этические, религиозные и культурологические аспекты: труды Международного научного симпозиума-диалога (Пермь, 25-26 ноября 2009 г.) : [в 2 ч.] / Российский гуманитарный научный фонд [и др.]; [редкол.: М. Г. Писманик (отв. ред.) и др.]. — Пермь : Пермский гос. ин-т искусства и культуры, 2009.

### Статьи
- Писманик М. Г. К типологии религиозности и атеизма // Информационный бюллетень ИНА АОН при ЦК КПСС. — 1968. — № 2.
- Писманик М. Г. Методика социально-психологического исследования религиозности // Вопросы научного атеизма. Вып. 11. Психология и религия / Редкол. сб. А. Ф. Окулов (отв. ред.) и др.; Акад. обществ. наук при ЦК КПСС. Ин-т научного атеизма. — М.: Мысль, 1971. — С. 205—218. — 344 с. — 16 300 экз.
- Писманик М. Г. Религиозная концепция «греховности» и нравственный прогресс // Атеизм: Религия: Нравственность. М.: Мысль, 1972.
- Писманик М. Г. Исследование нравственно-психологических особенностей личности верующих // Научный атеизм: Вопросы методологии и социологии. Пермь: ПГПИ, 1975.
- Писманик М. Г.Типология религиозности и атеизма // Научный атеизм: Вопросы теории и практики. Пермь: ПГПИ, 1976.
- Писманик М. Г. Социологические исследования при изучении этики // Этика и современность. М.: Знание, 1981.
- Писманик М. Г. Osobitocti svetonasoru veriaceho // Ateizmus (Bratislava). — 1983. — № 2.
- Писманик М. Г. Этика атеистического воспитания // Вопросы научного атеизма. Вып. 35. Атеизм и проблемы нравственности / Редкол. В. И. Гараджа (отв. ред.) и др.; Акад. обществ. наук ЦК КПСС. Ин-т научного атеизма. — М.: Мысль, 1986. — С. 196—212. — 304 с. — 20 380 экз.
- Писманик М. Г. Верующий глазами социолога (часть 1)// Наука и религия. — 1987. — № 6.
- Писманик М. Г. Верующий глазами социолога (часть 2)// Наука и религия. — 1987. — № 7
- Писманик М. Г. Верующий глазами социолога (часть 3)// Наука и религия. — 1987. — № 10.
- Писманик М. Г. Религиозность сегодня и завтра // Религия, церковь в России и за рубежом: информационно-аналитический бюллетень. — 1994. — № 2.
- Писманик М. Г. Светская школа и религия // Социально-гуманитарные знания. — 2000. — № 4.
- Писманик М. Г. Религиозная ситуация в Прикамье и её перспективы // Государство, религия, церковь в России и за рубежом: информационно-аналитический бюллетень. — 2000. — № 3.
- Писманик М. Г. Мистика — традиции и современность // Учёные записки Гуманитарного факультета. Пермь: ПГТУ. — 2000. — № 3.
- Писманик М. Г. Tserkow — Sem’ja Detei Bozhiikh: an Indigenouos Russian Neoreligious Phenomenon // Religion State Society: The Keston Jornal (Oxford). — 2002. — № 3.
- Писманик М. Г. К феномену религиозного Ренессанса // Современное общество: вопросы теории, методологии и методов социальных исследований. Пермь: ПГТУ, 2002.
- Писманик М. Г. Религиозная тема в «Новой философской энциклопедии»: круглый стол // Вопросы философии. — 2003. — № 2.
- Писманик М. Г. Теология и религиоведение: необходимость диалога // Проблемы регионального религиоведения и актуальные вопросы преподавания религиоведения в высшей школе: Материалы IV Российской научной конференции (ГБИЛ). М, 2003.
- Писманик М. Г. Проблемы преподавания религиоведения // Религия в изменяющейся России: Материалы II Российской научной конференции. Т. 2. Пермь: ПГТУ, 2004.
- Писманик М. Г. Русло толерантности // Очаг толерантности. Пермь: Администрация г. Перми, 2004.
- Писманик М. Г. Культурное значение Библии // Библия и национальная культура. Пермь: ПГУ, 2004.
- Писманик М. Г. Новое в религиозных процессах России // Российское общество и социология в XXI веке: Социальные вызовы и альтернативы: доклады II Всероссийского социологического конгресса. — Т. 2. — М., 2004.
- Писманик М. Г. Возможен ли диалог? //Философско-методологические проблемы изучения религии: Материалы науч. конференции(ИФ РАН, РАГС). М.: Изд-во РАГС, 2004.
- Писманик М. Г. О религиозной ситуации в Прикамье // Свобода совести в России: исторический и современный аспекты (Российское объединение исследователей религии). — М., 2004.
- Писманик М. Г. Мистика и культура // Учёные записки гуманитарного факультета. Вып. 12. Пермь: ПГТУ, 2005.
- Писманик М. Г. Идея ненасилия и идея сотрудничества // Сборник научных докладов к Международному симпозиуму-диалогу «Идея ненасилия в XXI веке». Пермь: ПГТУ, 2006.
- Писманик М. Г. Религиоведческие размышления // Религиоведение. — 2006. — № 3.
- Писманик М. Г. Верующие Пермского края // Социология. — 2006. —№ 3-4.
- Писманик М. Г.Религия в культуре // Временные координаты культуры. — Пермь: ПГТУ, 2006.
- Писманик М. Г. Ганс Кюнг в Перми // Вопросы философии. — 2007. — № 2.
- Писманик М. Г. Характеристика религиозности в Прикамье // Социология. — 2007. — № 1.
- Писманик М. Г. Время харизмы // Личность в философствовании. — Пермь: ПГТУ, 2007.
- Писманик М. Г. О перспективах отечественной социологии религии // III Всероссийский социологический конгресс: тезисы докладов. М., 2008.
- Писманик М. Г. Трудные аспекты в преподавании религиоведения // Религия в Российском пространстве: исторический, политический и социокультурный аспекты: Материалы I Всероссийской заочной конференции преподавателей религиоведения вузов, колледжей и школ (7-10 октября 2007 г). Иркутск, 2008.
- Писманик М. Г. Социальные перспективы отечественных религий // Будущее религии: из настоящего в грядущее: Материалы круглого стола (Нижегородское религиоведческое общество). — Н. Новгород, 2008.
- Писманик М. Г. Ненасилие: идея, идеал, принцип, утопия // Философия и этика: сб. научных трудов к 70-летию академика А. А. Гусейнова. — М.: Альфа-М, 2009.
- Писманик М. Г. К пролегоменам и статусу этики ненасилия // Вестник Пермского государственного института искусства и культуры. — 2009. — № 7 (июль — декабрь).
- Писманик М. Г. Приближение к ненасилию // Труды международного научного симпозиума-диалога «Духовность, достоинство и свобода человека в современной России: философско-этические, религиозные и культурологические аспекты». Ч. 2. Пермь: ПГИИК, 2009.
- Писманик М. Г. Религиоведение: его предмет и структура // Теоретические и прикладные исследования в религиоведении. Вып. 1-2. — Барнаул.: Издательство АлтГУ, 2009.
- Малянов Е. А., Писманик М. Г. Духовность в центре дискуссий // Вопросы культурологии. — № 12. — 2010 ISSN: 2073-9702
- Березина Е. М., Писманик М. Г. Пермские диалоги // Религиоведение. — 2010. — № 2. — С.188 — 193.
- Писманик М. Г. Ценности морали под религиозным покровом. // Социальные ценности и выбор времени. — Курган, 2011.
- Писманик М. Г. Модернизация и религия (размышления о «Пермском форуме. 2010»// Вестник ПГИИК. — № 10. — 2011.
- Писманик М. Г. Некоторые аспекты религии времени социальных перемен. // Социология религии в обществе позднего модерна. —Белгород, 2011.
- Писманик М. Г. К программе построения метатеории религиоведения. // Государство, религия, церковь в России и за рубежом. Вып. 2, полутом 1.М. 2011.
- Писманик М. Г., Копылов О. В. Религиозное и светское измерения культуры в концепции А. Меня // Вестник Пермского государственного института искусства и культуры. № 12.2011. С.31-39.
- Писманик М. Г., Никольский С. А. Светско-религиозный диалог: пермский опыт // Вопросы культурологии, 4/2012, С. 11-16.
- Писманик М. Г. Модернизация и российское самосознание // Труды Российской научно-практической конференции светских ученых и теологов с участием зарубежных исследователей «Проблемы российского самосознания. Религиозные, нравственные и правовые аспекты культуры» Пермь. 2012.. Часть 1. С.8-13.
- Писманик М. Г. Модернизация и религия // Труды Российской научно-практической конференции светских ученых и теологов с участием зарубежных исследователей «Проблемы российского самосознания. Религиозные, нравственные и правовые аспекты культуры». Пермь. 2012. Часть 2. С.49-55.
- Писманик М. Г. Коррекция к прогнозу об отечественной религиозности // Социология и общество: глобальные вызовы и региональное развитие : Материалы IV Очередного Всероссийского социологического конгресса / РОС, ИС РАН, АН РБ, ИСППИ. — М.: РОС, 2012. — 1 CD ROM. ISBN 978-5-904804-06-0 Секция 15. Социология религии: традиционное и новое в жизни общества. С. 4783-4788.
- Писманик М. Г. Память не померкнет // Незабываемый Утробин: жизнь как целое. Пермь. 2012. С. 149—152.
- Писманик М. Г., Малянов Е. А. В рамках программы «Религия в изменяющейся России» // Вопросы культурологии, 3/2013, С. 4-8.
- Писманик М. Г., Березина Е. М. Седьмой диалог: научно-практическая конференция «Проблемы российского самосознания. Религиозные, нравственные и правовые аспекты культуры» Пермь // Религиоведение. № 1. 2013. С. 208—210.
- Писманик М. Г. Испытание толерантности: комментарии к министерскому эксперименту // Свеча-211.Том 19. Толерантность: проблемы, дискуссии и возможности концептуализации. Материалы международных научных семинаров. Владимир. 2011.С. 218—224.
- Писманик М. Г. Проект «Арена» исследовательской службы «Среда» // Социология религии в обществе позднего модерна. Памяти Ю. Ю. Синелиной. Материалы Третьей Международной научной конференции 13 сентября 2013 г. Белгород. 2013. С.176-184.
- Писманик М. Г. Выступление на экспертном Круглом столе 27 марта 2013 г. // Вопросы соблюдения свободы вероисповедания и распространения религиозных и иных убеждений. Пермь, 2013. С. 13-18.
- Писманик М. Г. Религиозность России: новые данные и новые риски // Русский мир. Сборник. Выпуск№ 9. Пермь. 2013. С. 33-42.
- Писманик М. Г. Рец. на кн.: Смирнов, М. Ю. Религия и религиоведение в России. — СПб.: Издательство Русской христианской гуманитарной академии, 2013. — 365 с. // Государство, религия, церковь в России и за рубежом. № 2 (31). 2013. С. 319—325.
- Писманик М. Г., Никольский С. А. Вступление. Размышления о единении // Проблемы укрепления единства Российской нации. Материалы Всероссийского научно-практического Форума с участием зарубежных ученых «Проблемы укрепления и поддержания гражданского единения в регионе…» Пермь. 2014. С. 6-17.
- Писманик М. Г., Горюнов Д. В. Всероссийский научно-практический форум «Проблемы укрепления и поддержания гражданского единения в регионе» (17-19 сентября 2014 г., Пермь) // Вопросы культурологии. № 1, 2015. С. 8-12.
- Писманик М. Г. [и др.] Размышления о Пермском Форуме // Вопросы культурологии № 1, 2015. С. 12-18.
- Писманик М. Г. Три направления гражданского единения // Интегративная перспектива в гуманитарных науках. Журнал ПГАИК, № 1, 2015. С. 43-60.
- Писманик М. Г., Рязанова С. В. Религии Пермского края и их взаимодействие // Интегративная перспектива в гуманитарных науках. Журнал ПГАИК, № 1, 2015. С. 70-78.
- Писманик М. Г. Рец. на кн.: Каргина И. Г. Социологические рефлексии современного религиозного плюрализма: монография / И. Г. Каргина ; МГИМО(У) МИД России, Каф. социологии. — М.: МГИМО-Университет, 2014. 278 с. // Социологические исследования. 2016. № 3. С. 161—166. -
- Писманик М. Г. Рец. на кн.: Никольский С. А. Горизонты смыслов. Философские интерпретации отечественной литературы XIX—XX в.в. — М.: Голос, 2015. — 536 с. // Вопросы философии № 7, 2016. С. 210—214.

## Увлечения и взгляды на жизнь
- Любимые писатели А. П. Чехов, Исаак Бабель, Блез Паскаль[3].
- Любимые поэты — А. С. Пушкин, Роберт Бёрнс (в переводах С. Маршака), Уильям Шекспир (сонеты)[3].
- Любимые композиторы — Иоганн Себастьян Бах, Вольфганг Амадей Моцарт, П. И. Чайковский[3].
- Основные ценности человека — Отечество. Семья. Друзья[3].
- Высшие добродетели — Доброжелательность. Эмпатия. Любовь[3].
- Недостойное и пороки — Злобность. Зависть. Спесь[3].

## Награды и звания
- Благодарность Президента Российской Федерации (21 сентября 2020 года) — за заслуги в развитии отечественной культуры и искусства, многолетнюю плодотворную деятельность[13].
- Почётный работник высшего профессионального образования РФ (2003 год).